# Мао, Нейтан
Нейтан Мао Чжисюань (англ. Nathan Mao Zhixuan; род. 26 марта 2008, Сингапур) — сингапурский футболист, полузащитник клуба «Лайон Сити Сейлорс».

## Клубная карьера
Является воспитанником «Лайон Сити Сейлорс». В 2021 и 2022 года ездил на стажировку в академию нидерландского «Фейеноорда». 31 марта 2023 года дебютировал за основную команду «Сейлорс» в чемпионате Сингапура против «Тампинс Роверс». Появившись на поле на 90-й минуте встречи, Мао стал самым молодым игроком, когда-либо выходившим на поле в официальном матче сингапурской Премьер-лини, в возрасте 15 лет и 5 дней.

## Клубная статистика
| Выступление        | Выступление      | Выступление      | Лига | Лига | Кубки | Кубки | Конт. кубки | Конт. кубки | Итого | Итого |
| Клуб               | Лига             | Сезон            | Игры | Голы | Игры  | Голы  | Игры        | Голы        | Игры  | Голы  |
| ------------------ | ---------------- | ---------------- | ---- | ---- | ----- | ----- | ----------- | ----------- | ----- | ----- |
| Лайон Сити Сейлорс | Премьер-лига     | 2023             | 2    | 0    | 0     | 0     | 0           | 0           | 2     | 0     |
| Лайон Сити Сейлорс | Итого            | Итого            | 2    | 0    | 0     | 0     | 0           | 0           | 2     | 0     |
| Всего за карьеру   | Всего за карьеру | Всего за карьеру | 2    | 0    | 0     | 0     | 0           | 0           | 2     | 0     |